# Xã Highland, Quận Lincoln, Kansas
Xã Highland (tiếng Anh: Highland Township) là một xã thuộc quận Lincoln, tiểu bang Kansas, Hoa Kỳ. Năm 2010, dân số của xã này là 61 người.